# Madsjön, Småland
Madsjön är en sjö i Ljungby kommun i Småland och ingår i Lagans huvudavrinningsområde. Madsjön ligger i Rocknen-Hästhultsskogen Natura 2000-område.